# きみに恋する殺人鬼
『きみに恋する殺人鬼』（きみにこいするさつじんき）は、あきやまえんまによる日本の漫画作品。小学館の漫画配信サイト『裏サンデー』およびコミックアプリ『マンガワン』より2021年1月6日から2022年10月5日まで連載された。ストーカー被害に遭う美少女の彼氏の振りをしていくうちに、殺人を犯していく青年を描いたストーリー。考察要素が多く、主人公ではなくヒロインの心愛を中心として謎が描かれている作品。

## あらすじ
気弱な大学生鈴木龍斗は、同級生の美少女吉崎心愛のストーカー被害対策として仮の彼氏となる。しかし、それが彼の人生を大きく狂わせることになる。

## 登場人物
鈴木 龍斗（すずき りゅうと）
男子大学生。気弱な性格。高校時代までは陰キャだったが、大学デビューをして陽キャグループに入る。心愛に頼まれ、仮の彼氏となる。
吉崎 心愛（よしざき ここあ）
女子大学生。龍斗と同級生。周囲が一目置く美少女。ストーカー被害に困っており、龍斗を仮の彼氏とする。

## 書誌情報
- あきやまえんま『きみに恋する殺人鬼』小学館〈裏サンデーコミックス〉、全5巻
  1. 2021年6月10日発売[4][2]、ISBN 978-4-09-850595-1
  2. 2021年10月12日発売[5]、ISBN 978-4-09-850752-8
  3. 2022年3月18日発売[6]、ISBN 978-4-09-851034-4
  4. 2022年8月19日発売[7]、ISBN 978-4-09-851244-7
  5. 2022年10月19日発売[8]、ISBN 978-4-09-851342-0